# White Light/White Heat
White Light/White Heat es el segundo álbum de The Velvet Underground, publicado en 1968 por el sello Verve.
Grabado en unos pocos días en 1967, este disco deja de lado el costado más pop del primer álbum de la banda, al igual que a Nico y a Andy Warhol, que fueron despedidos después de dicho álbum inicial. White Light/White Heat está lleno de feedback y noise; de hecho, a excepción de la suave «Here She Comes Now», su sonido es el más crudo de todos los discos de Velvet Underground y es considerado uno de los más distorsionados y saturados de la historia del rock. Asimismo, las letras tratan los temas poco convencionales que el grupo ya había abordado en The Velvet Underground and Nico, entre ellos las drogas, el sexo y el travestismo.

## Las canciones
El disco abre con «White Light/White Heat», una muy distorsionada oda a las anfetaminas y continúa con «The Gift» (inicialmente titualda «The Booker T» en homenaje a la banda Booker T. & the M.G.'s), en la que la banda provee una base musical para la lectura de un cuento de Lou Reed por John Cale: la música y la voz suenan cada una en un solo parlante, mientras la parte instrumental es improvisada en vivo.
El tercer tema, «Lady Godiva's Operation», es una siniestra transfiguración de la leyenda de Lady Godiva; el mismo Lou Reed ha declarado que es su canción favorita de Velvet Underground.[cita requerida]
El lado A del disco se cierra con la única balada del disco, «Here She Comes Now», pero vuelve a la distorsión en el lado B con «I Heard Her Call My Name», que incluye dos de los solos de guitarra más distorsionados y raros que se hayan escuchado y deja ver a influencia del jazz de Ornette Coleman sobre Reed. Esta canción es usualmente considerada como uno de los mejores trabajos de guitarra de Reed.[cita requerida]
El último tema es la pieza central del disco y la culminación de la primera etapa de la banda: «Sister Ray» es una canción de casi 18 minutos que empieza de una forma convencional pero pronto se convierte en una larga improvisación llena de ruido, distorsión y feedback en la que resalta el órgano Vox Continental de John Cale. La canción, según el propio Reed, «tiene ocho personajes y un tipo es asesinado y nadie hace nada. Está construida alrededor de una historia que escribí sobre una escena de total decadencia. Me gusta pensar que Sister Ray es un travesti traficante de heroína. La situación es que varios drag queens se llevan a varios marineros con ellos a su casa, les dan heroína y tienen una orgía que termina con la llegada de la policía».[cita requerida]
«Sister Ray» fue grabado en una sola toma y la banda acordó aceptar cualquier error que se cometiera durante la grabación. Un rumor dice que el productor, Tom Wilson, se fue durante la grabación de la canción diciendo: «Avísenme cuando terminen». El guitarrista, Sterling Morrison, comentó que se sorprendió ante el volumen del órgano de John Cale, que fue grabado a través de un amplificador de guitarra distorsionado y que se turna con la guitarra de Lou Reed para ponerse al frente de la canción. Dado que Cale, usualmente bajista de la banda, toca el órgano en la canción, esta carece de bajo.
Cabe mencionar que la canción «White Light/White Heat» fue grabada tiempo después como un gran éxito por David Bowie en su encarnación de Ziggy Stardust. En 1972, Bowie y Lou Reed colaborarían en la producción de Transformer, uno de los mejores discos en solitario de Lou Reed.

## Lista de canciones
| N.º   | Título                                      | Vocalista principal | Duración |  |
| 1.    | «White Light/White Heat» (Reed)             | Reed                | 2:47     |  |
| 2.    | «The Gift» (Reed, Morrison, Cale, Tucker)   | Cale                | 8:19     |  |
| 3.    | «Lady Godiva's Operation» (Reed)            | Cale, con Reed      | 4:56     |  |
| 4.    | «Here She Comes Now» (Reed, Morrison, Cale) | Reed                | 2:04     |  |
| 5.    | «I Heard Her Call My Name» (Reed)           | Reed                | 4:38     |  |
| 6.    | «Sister Ray» (Reed, Morrison, Cale, Tucker) | Reed                | 17:27    |  |
| 40:12 |                                             |                     |          |  |

### Versión "Super Deluxe" por 45 aniversario del disco
El 10 de diciembre de 2013 fue estrenada la remasterización de este disco trayendo consigo 3 diferentes discos que ya se encuentran en el Box Set cuyo listado se encuentra aquí:
Todos los temas de esta disco están en versión estéreo:
| Disco 1: Estéreo |                                                                                        |          |  |
| N.º              | Título                                                                                 | Duración |  |
| 1.               | «White Light/White Heat»                                                               |          |  |
| 2.               | «The Gift»                                                                             |          |  |
| 3.               | «Lady Godiva's Operation»                                                              |          |  |
| 4.               | «Here Comes She Now»                                                                   |          |  |
| 5.               | «I Heard Her Call My Name»                                                             |          |  |
| 6.               | «Sister Ray»                                                                           |          |  |
| 7.               | «I Heard Her Call My Name (Toma alternativa)»                                          |          |  |
| 8.               | «Guess I'm Falling Love (Versión instrumental previamente inédita)»                    |          |  |
| 9.               | «Temptation Inside Your Heart (Mezcla original)»                                       |          |  |
| 10.              | «Stephanie Says (Mezcla original)»                                                     |          |  |
| 11.              | «Hey Mr. Rain (Versión 1) (Previamente inédito)»                                       |          |  |
| 12.              | «Hey Mr. Rain (Versión 2) (Previamente inédito)»                                       |          |  |
| 13.              | «Beginning To See The Light (Toma alternativa Versión temprana anteriormente inédita)» |          |  |

Todos los temas, incluso las versiones de los sencillos están en Mono:
| Disco: 2 Mono y sesiones del álbum |                                                           |          |  |
| N.º                                | Título                                                    | Duración |  |
| 1.                                 | «White Light/White Heat»                                  |          |  |
| 2.                                 | «The Gift»                                                |          |  |
| 3.                                 | «Lady Godiva's Operation»                                 |          |  |
| 4.                                 | «Here Comes She Now»                                      |          |  |
| 5.                                 | «I Heard Her Call My Name»                                |          |  |
| 6.                                 | «Sister Ray»                                              |          |  |
| 7.                                 | «White Light/White Heat (Mezcla del sencillo)»            |          |  |
| 8.                                 | «Here She Comes Now (Mezcla del sencillo)»                |          |  |
| 9.                                 | «The Gift (Vocal) (Previously Unreleased)»                |          |  |
| 10.                                | «The Gift (Versión instrumental) (Previously Unreleased)» |          |  |

| Disco 3: En vivo en el Gymnasium, New York City, 30 de abril de 1967 |                                                 |          |  |
| N.º                                                                  | Título                                          | Duración |  |
| 1.                                                                   | «Booker T»                                      |          |  |
| 2.                                                                   | «I'm Not A Young Man (Previamente inédito)»     |          |  |
| 3.                                                                   | «Anymore»                                       |          |  |
| 4.                                                                   | «Guess I'm Falling In Love»                     |          |  |
| 5.                                                                   | «I'm Waiting for the Man (Previamente inédito)» |          |  |
| 6.                                                                   | «Run Run Run (Previamente inédito)»             |          |  |
| 7.                                                                   | «Sister Ray (Previamente inédito)»              |          |  |
| 8.                                                                   | «The Gift (Previamente inédito)»                |          |  |

## Créditos

### La banda
- Lou Reed - voz, guitarra, piano
- John Cale - voz, viola, órgano, bajo
- Sterling Morrison - voz, guitarra, bajo
- Maureen Tucker - percusión

### Personal técnico
- Tom Wilson – productor
- Gary Kellgren – ingeniero

- Datos: Q523347